# ブルームフィールド (ニュージャージー州)
ブルームフィールド（Bloomfield）は、アメリカ合衆国ニュージャージー州のエセックス郡にある町（タウンシップ）。人口は5万3105人（2020年）。ニューヨーク都市圏の郊外都市である。ニューアークに隣接している。

## 交通
- 町内にニュージャージー・トランジットの鉄道駅が2つあり、ホーボーケン駅行きの列車が利用できる。
- ニューアーク・ライトレールが町内に乗り入れている。
- 道路はガーデンステート・パークウェイが南北に通っている。

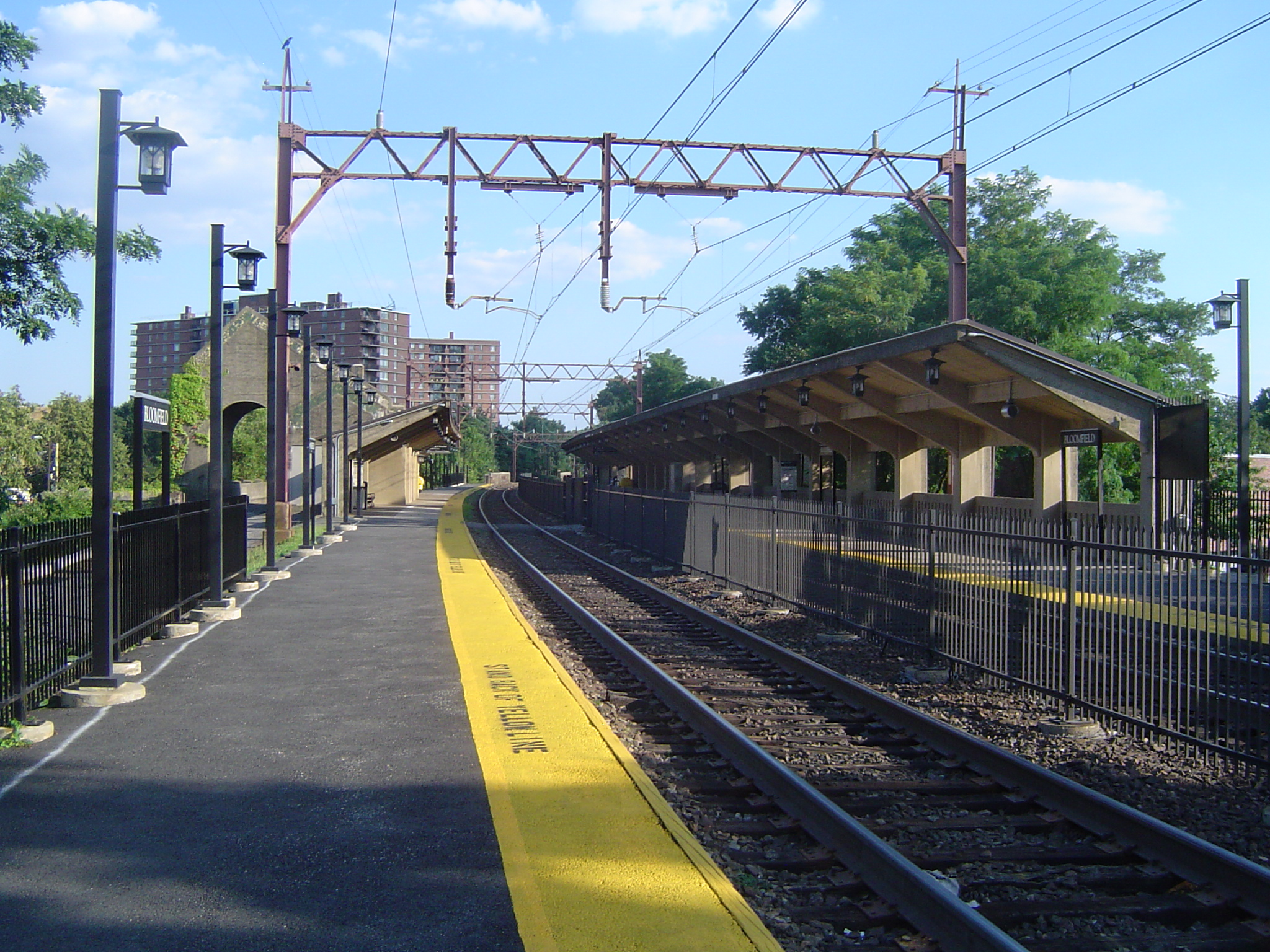
ブルームフィールド駅